# Agermanament
|  | Per a altres significats, vegeu «Agermanament (desambiguació)». |

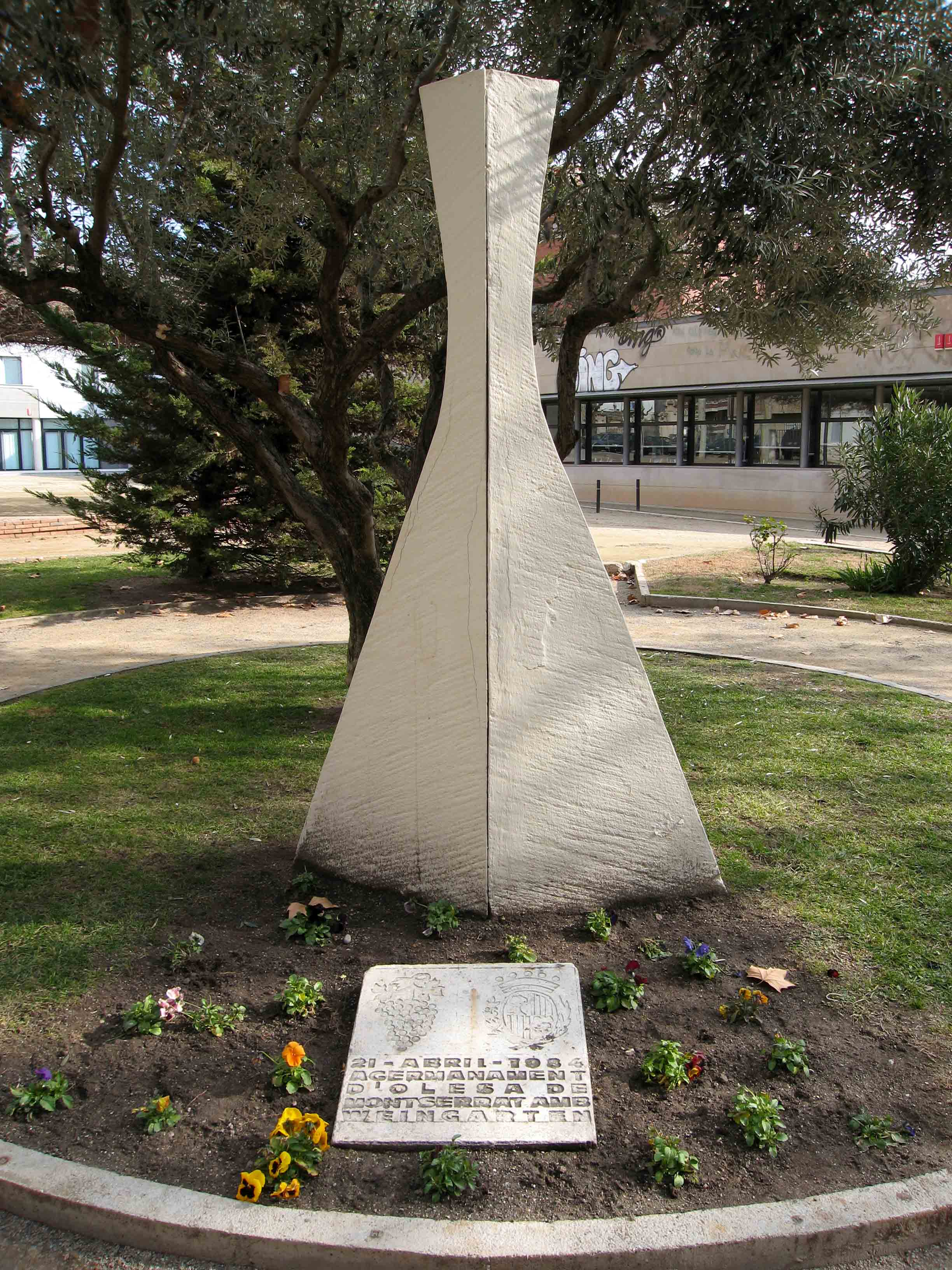
Monument a l'Agermanament, a Olesa de Montserrat (Barcelona).

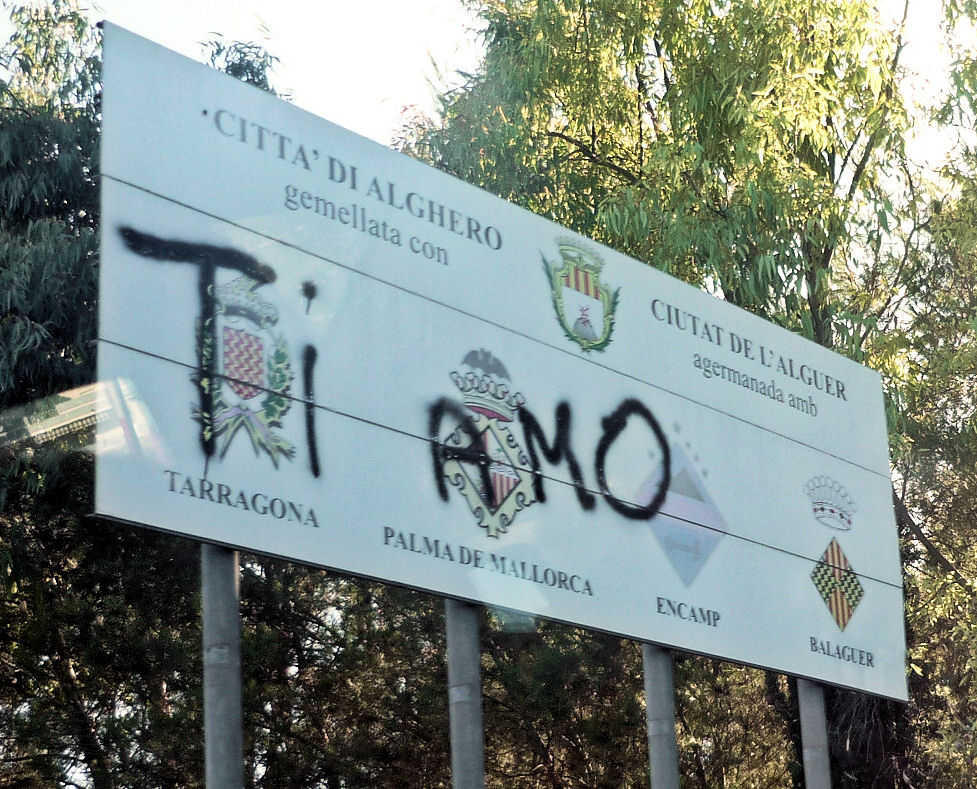
Cartell bilingüe d'agermanaments a l'Alguer, amb grafit.

L'agermanament entre dues ciutats és l'establiment oficial de lligams de cooperació mútua. Les ciutats agermanades tenen alguna característica en comú i es comprometen a millorar la coneixença mútua i l'ajuda bilateral.
La carta fundacional del que avui és la Federació Mundial de les Ciutats Unides, defineix l'agermanament com
| «                                                    | el lligam que uneix, amb un esperit d'igualtat i de reciprocitat, els pobles de dos o més països diferents per tal d'afavorir el contacte entre persones, l'intercanvi de les idees, de les tècniques, dels productes […] És un instrument de cultura popular i de formació cívica internacional […] i no es pot desviar del seu objectiu per interessos personals, partidaris o polítics. | » |
| — La Charte des villes jumelées, Aix-les-Bains, 1957 | |   |

La idea va sorgir després de la Segona Guerra Mundial dintre del procés d'integració europea, i avui compta amb el suport de la Unió Europea. La primera població a posar en marxa la iniciativa va ser l'anglesa Coventry, que es va agermanar amb Stalingrad, a la Unió Soviètica. A fi de la Guerra Freda van ser les ciutats de l'OTAN que es van agermanar amb les ciutats del Pacte de Varsòvia. A partir de la dècada del 1970, sorgeixen els agermanaments de cooperació pel desenvolupament del Tercer Món en el marc de relacions de solidaritat Nord-Sud.

## Tipus d'agermanaments
Segons els promotors, es pot distingir els agermanaments institucionals i els civils o populars. Els agermanaments institucionals són promoguts i gestionats per les institucions locals, principalment els ajuntaments, amb una declaració i signatura oficial d'una carta d'agermanament. Els agermanaments no institucionals poden ser promoguts per qualsevol entitat o associació, amb finançament propi o popular.
Històricament, els tipus d'agermanaments han anat evolucionant amb el context històric i pel tipus d'objectius i activitats:
- Agermanaments reconciliació, després de la Segona Guerra Mundial, amb especial activitat entre ciutats franceses i alemanyes.
- Agermanaments comprensió (Est-Oest), entre ciutats de l'Europa Occidental i de l'Europa Central i Oriental durant la Guerra Freda.
- Agermanaments europeistes, entre ciutats de la Unió Europea i en el context del procés d'integració.
- Agermanaments cooperació (Nord-Sud), amb un enfocament de solidaritat entre municipis de països industrialitzats i de països del Tercer Món.
- Agermanaments multilaterals, triangulars o en xarxa, que involucra diferents municipis de diferents països.

Els motius d'elecció dels agermanaments són diversos. El Fons Català de Cooperació al Desenvolupament distingeix:
- Municipis amb la mateixa toponímia. Per exemple, Lleida i Lérida (Colòmbia).
- Municipis amb característiques demogràfiques similars. Per exemple, Reus i Bahía Blanca (Argentina).
- Municipis amb relacions ciutadanes prèvies. Per exemple, Manresa i Bambylor (Senegal) a partir de camps de treball organitzats per un grup de joves.
- Municipis amb vincles històrics. Per exemple, Terrassa i Tetuan (Marroc).
- Continuïtat al suport ofert en un determinat moment a una zona catastròfica o en conflicte. Per exemple, Igualada i Travnik (Bòsnia i Hercegovina).